# Pakistanische Cricket-Nationalmannschaft in den West Indies in der Saison 2016/17
Die Tour des pakistanischen Cricket-Nationalmannschaft in die West Indies in der Saison 2016/17 fand vom 26. März bis zum 14. Mai 2017 statt. Die internationale Cricket-Tour war Bestandteil der Internationalen Cricket-Saison 2016/17 und umfasste drei Tests, drei ODIs und vier Twenty20s. Pakistan gewann die Twenty20-Serie 3–1 und die Test- und ODI-Serien jeweils 2–1.

## Vorgeschichte
Die West Indies bestritten zuvor eine Tour gegen England, Pakistan in Australien. Das letzte Aufeinandertreffen der beiden Mannschaften bei einer Tour fand in der gleichen Saison in den Vereinigten Arabischen Emiraten statt, bei der Pakistan die ODI- und Twenty20-Serien mit 3–0 und die Test-Serie mit 2–1 gewann. Ursprünglich waren bei der Tour nur zwei Twenty20 geplant, jedoch überlegte der west-indische Verband zwei weitere Spiele in Florida auszutragen. Da jedoch Zweifel bestanden, ob das pakistanische Team Visa für die Vereinigten Staaten erhalten würde, wurden die Spiele in der Karibik ausgetragen.

## Stadien
Die folgenden Austragungsorte wurde für die Tour ausgewählt und am 12. Januar 2017 bekanntgegeben.
| Stadt         | Land                | Stadion                 | Kapazität | Spiele          |
| ------------- | ------------------- | ----------------------- | --------- | --------------- |
| Bridgetown    | Barbados            | Kensington Oval         | 11.000    | 2. Test; 1. T20 |
| Georgetown    | Guyana              | Providence Stadium      | 20.000    | 1. – 3. ODI     |
| Kingston      | Jamaika             | Sabina Park             | 20.000    | 1. Test         |
| Port of Spain | Trinidad und Tobago | Queen’s Park Oval       | 25.000    | 2. – 4. T20     |
| Roseau        | Dominica            | Windsor Park (Dominica) | 12.000    | 3. Test         |

## Kaderlisten
Pakistan benannte seine ODI- und Twenty20-Kader am 15. März und ihren Test-Kader am 5. April 2017.
Die West Indies benannten ihren Twenty20-Kader am 18. März, ihren ODI-Kader am 3. April und ihren Test-Kader am 17. April 2017.
| Test | Test | ODI | ODI | Twenty20 | Twenty20 |
| West Indies | Pakistan | West Indies | Pakistan | West Indies | Pakistan |
| --- | --- | --- | --- | --- | --- |
| - Carlos Brathwaite (K) - Samuel Badree - Jonathan Carter - Andre Fletcher - Jason Holder - Evin Lewis - Jason Mohammed - Sunil Narine - Veerasammy Permaul - Kieron Pollard - Rovman Powell - Marlon Samuels - Lendl Simmons - Jerome Taylor - Chadwick Walton - Kesrick Williams | - Sarfaraz Ahmed (K, wk) - Ahmed Shehzad - Babar Azam - Fakhar Zaman - Hasan Ali - Imad Wasim - Kamran Akmal - Mohammad Hafeez - Mohammad Nawaz - Rumman Raees - Shadab Khan - Shoaib Malik - Sohail Tanvir - Usman Khan - Wahab Riaz | - Jason Holder (K) - Devendra Bishoo - Jonathan Carter - Miguel Cummins - Shannon Gabriel - Shai Hope - Alzarri Joseph - Evin Lewis - Jason Mohammed - Ashley Nurse - Veerasammy Permaul - Kieran Powell - Rovman Powell - Chadwick Walton | - Sarfaraz Ahmed (K, wk) - Babar Azam (VK) - Ahmed Shehzad - Asif Zakir - Faheem Ashraf - Fakhar Zaman - Hasan Ali - Imad Wasim - Junaid Khan - Kamran Akmal - Mohammad Amir - Mohammad Asghar - Mohammad Hafeez - Shadab Khan - Shoaib Malik - Wahab Riaz | - Jason Holder (K) - Devendra Bishoo - Jermaine Blackwood - Kraigg Brathwaite - Roston Chase - Miguel Cummins - Shane Dowrich (wk) - Shannon Gabriel - Shimron Hetmyer - Shai Hope - Alzarri Joseph - Kieran Powell - Vishaul Singh | - Misbah-ul-Haq (K) - Sarfaraz Ahmed (VK, wk) - Asad Shafiq - Ahmed Shehzad - Azhar Ali - Babar Azam - Hasan Ali - Mohammad Abbas - Mohammad Amir - Mohammad Asghar - Shadab Khan - Shan Masood - Usman Salahuddin - Wahab Riaz - Yasir Shah - Younis Khan |

## Tour Match
| 15. – 17. April Scorecard |  | West Indies President’s XI 419 (126.1) & 152-2 (42) | – | Pakistan 192 (68) |
|                           |  | Remis                                               |   |                   |

## Twenty20 Internationals

### Erstes Twenty20 International in Bridgetown
| 26. März Scorecard | Bridgetown | West Indies 111-8 (20)         | – | Pakistan 115-4 (17.1) |
|                    |            | Pakistan gewinnt mit 6 Wickets |   |                       |

### Zweites Twenty20 International in Port of Spain
| 30. März Scorecard | Port of Spain | Pakistan 132 (20)           | – | West Indies 129-8 (20) |
|                    |               | Pakistan gewinnt mit 3 Runs |   |                        |

### Drittes Twenty20 International in Port of Spain
| 1. April Scorecard | Port of Spain | Pakistan 137-8 (20)               | – | West Indies 138-3 (14.5) |
|                    |               | West Indies gewinnt mit 7 Wickets |   |                          |

### Viertes Twenty20 International in Port of Spain
| 2. April Scorecard | Port of Spain | West Indies 124-8 (20)         | – | Pakistan 127-3 (19) |
|                    |               | Pakistan gewinnt mit 7 Wickets |   |                     |

## One-Day Internationals

### Erstes ODI in Georgetown
| 7. April Scorecard | Georgetown | Pakistan 308-5 (50)               | – | West Indies 309-6 (49) |
|                    |            | West Indies gewinnt mit 4 Wickets |   |                        |

### Zweites ODI in Georgetown
| 9. April Scorecard | Georgetown | Pakistan 282-5 (50)          | – | West Indies 208 (44.5) |
|                    |            | Pakistan gewinnt mit 74 Runs |   |                        |

### Drittes ODI in Georgetown
| 11. April Scorecard | Georgetown | West Indies 233-9 (50)         | – | Pakistan 236-4 (43.1) |
|                     |            | Pakistan gewinnt mit 6 Wickets |   |                       |

## Tests

### Erster Test in Kingston
| 21. – 25. April Scorecard | Kingston | West Indies 286 (95) & 152 (52.4) | – | Pakistan 407 (138.4) & 36-3 (10.5) |
|                           |          | Pakistan gewinnt mit 7 Wickets    |   |                                    |

### Zweiter Test in Bridgetown
| 30. April – 4. Mai Scorecard | Bridgetown | West Indies 312 (98.5) & 268 (102.5) | – | Pakistan 393 (140) & 81 (34.4) |
|                              |            | West Indies gewinnt mit 106 Runs     |   |                                |

### Dritter Test in Roseau
| 10. – 14. Mai Scorecard | Roseau | Pakistan 376 (146.3) & 174-8d (57) | – | West Indies 247 (115) & 202 (96) |
|                         |        | Pakistan gewinnt mit 101 Runs      |   |                                  |